# Міністерство охорони здоров'я Республіки Білорусь
Міністерство охорони здоров'я Республіки Білорусь — республіканський орган державного управління, який підпорядковується Раді Міністрів Республіки Білорусь. Міністерство охорони здоров'я у своїй діяльності керується Законом Республіки Білорусь «Про охорону здоров'я», іншими актами законодавства й Положенням про Міністерство охорони здоров'я Республіки Білорусь.

## Апарат
- Міністр — Ходжаєв Олександр Валерійович
- Перший заступник міністра — Горбич Юрій Леонідович
- Заступник міністра — головний державний санітарний лікар РБ — Нечай Світлана Володимирівна
- Заступник міністра — Старовойтов Олександр Геннадійович
- Заступник міністра — Андросюк Борис Миколайович
- Помічник міністра — Ментюк Ярослав Олександрович

## Структура
- Приймальні міністра та заступників міністра
- Департамент фармацевтичної промисловості
- Головне управління організації медичної допомоги: Відділ первинної медичної допомоги: Відділ спеціалізованої медичної допомоги: Відділ медичної допомоги матерям і дітям: Відділ медекспертизи і реабілітації
- Відділ організації медичного захисту при надзвичайних ситуаціях
- Управління економічного аналізу та розвитку охорони здоров'я: Відділ аналізу, планування і фінансування: Відділ організації і матеріального стимулювання праці
- Відділ підприємницької діяльності, ціноутворення та управління держмайном
- Відділ науки
- Відділ гігієни, епідеміології і профілактики
- Управління організаційної роботи, листів, прийому громадян і юридичних осіб, та інформаційних технологій: Відділ організаційної роботи, листів та інформаційних технологій: Сектор з роботи зі зверненнями громадян та юридичних осіб
- Відділ медичної техніки, матеріально-технічного забезпечення та будівництва
- Управління фармацевтичної інспекції та організації лікарського забезпечення: Відділ фармацевтичної інспекції: Відділ організації лікарського забезпечення
- Управління з ліцензування
- Юридичний відділ
- Управління методології, організації бухгалтерського обліку та звітності
- Контрольно-ревізійний відділ
- Управління кадрової політики, установ освіти
- Відділ зовнішніх зв'язків
- Підрозділ із захисту державних секретів
- Республіканський центр екстреної медичної допомоги[3]

Має низку підпорядкованих державних організацій.